# Geoffrey Winter
Geoffrey Bain Winter (* nach 1957) ist ein US-amerikanischer Hornist.
Winter stammt aus Seattle und begann mit sieben Jahren Horn zu spielen. Er studierte bei bekannten Hornisten wie Vince Derosa, James Decker und Christopher Leuba.
Seine erste Stelle als Solohornist hatte er beim Sinfonieorchesters Caracas erhalten. Er wechselte nach Europa und erhielt die Stelle des 3. Hornisten in der Philharmonia Hungarica in Marl. Seit 1988 ist Winter Solohornist des Orchesters der Beethovenhalle in Bonn.
Winter hat auch langjährige Erfahrung im Ensemblespiel. So war er Mitglied in Brass Ensembles wie dem Philharmonic Brass Quintett in Düsseldorf und dem Zephyr Brass Quintett sowie dem American Horn Quartet.

## Preise
- 1. Preis Internationaler Hornwettbewerb in Markneukirchen (1988)
- 3. Preis Internationaler Musikwettbewerb der ARD München (1988)[2].